# Protochthebius schillhammeri
Protochthebius schillhammeri är en skalbaggsart som beskrevs av Manfred A. Jäch 1997. Protochthebius schillhammeri ingår i släktet Protochthebius och familjen vattenbrynsbaggar. Inga underarter finns listade i Catalogue of Life.